# Chanson de geste
A régi francia költészetben chanson de geste volt a neve a hosszabb epikus költeményeknek. (Magyarul vitézi ének néven is ismerik). Ezeknek a tárgya a legtöbbször a Nagy Károly köré fűződő mondakörből származott. A vitézi énekeket dalnokok adták elő várakban, városokban, esetleg búcsújáró helyeken. Egyes vélemények szerint a vitézi énekek „idegenforgalmi propaganda gyanánt” születtek: egyházi emberek költötték és rábízták a dalnokokra, hogy ezzel buzdítsák a zarándokokat a templomukban vagy kolostorukban őrzött ereklyék meglátogatására. Más vélemények szerint azonban a világi hatalmasságok a gazdasági és társadalmi hatalmuk kiegészítéseként kulturális tekintélyre is törekedtek, és ez a törekvés alapozta meg a világi költészet, benne a hősi énekek kibontakozását.
Mintegy 80 chanson de geste maradt fenn; ezek közül a leghíresebb a XI. században keletkezett Roland-ének (Chanson de Roland).